# The Constant Husband
The Constant Husband es una película británica de comedia de 1955, dirigida por Sidney Gilliat y protagonizada por Rex Harrison, Margaret Leighton, Kay Kendall, Cecil Parker, George Cole y Raymond Huntley. La historia fue escrita por Gilliat junto a Val Valentine, y la película fue producida por Individial Pictures, la productora conjunta de Gilliat y Frank Launder. Como la película quedó atrapada en la bancarrota de British Lion Film Corporation en 1954, no se estrenó hasta después de siete meses después de haber sido terminada y revisada por la British Board of Film Classification.

## Trama
Un hombre (Rex Harrison) se despierta en una habitación de hotel en Gales, sufriendo amnesia. No tiene recuerdo de quién es o de dónde viene. Con la ayuda del especialista mental Llewellyn (Cecil Parker), consigue recordarse y volver con su mujer y casa en Londres, pero pronto descubre que ella solo es una de sus varias mujeres en sus varias casas por todo el país.

## Reparto principal
- Rex Harrison – William Egerton
- Margaret Leighton – Señora Chesterman
- Kay Kendall – Monica Hathaway
- Cecil Parker – Llewellyn
- Sally Lahee – La enfermera
- Nicole Maurey – Lola
- Valerie French – Bridget
- Ursula Howells – Ann
- Jill Adams – Joanna Brent
- Roma Dunville – Elizabeth
- Robert Coote – Jack Carter
- Eric Pohlmann – Papa Sopranelli
- Michael Hordern – Juez
- Michael Ripper – Auxiliar de equipaje

## Reconocimientos
Semana Internacional del Cine de San Sebastián de 1956
| Sección                | Resultado |
| Películas a exhibición | Incluida  |
| ---------------------- | --------- |